# Закондырин, Александр Евгеньевич
Александр Евгеньевич Закондырин (род. 7 сентября 1984, Мурманск, Мурманская область) — российский политик, общественный деятель, ученый. Председатель Общественного совета Минприроды РФ. Директор Всероссийского научно-исследовательского института (ВНИИ) «Экология».Руководитель общественного экологического движения (ранее — партии) «Альянс Зелёных». 

## Образование
- В 2006 году окончил юридический факультет Академии труда и социальных отношений (АТиСО). В 2009 году — аспирантуру Российской академии государственной службы при Президенте РФ (РАГС) по кафедре государственного управления и правового обеспечения государственной службы.
- Кандидат юридических наук[3]. Тема диссертации: «Модели организации местного самоуправления в крупных городах с особым правовым статусом (сравнительно-правовой анализ)»[4][5][6]. Автор ряда научных статей по специальности «Право», «Экономика и бизнес».
- Доктор экономических наук[7] Тема диссертации: «Методологические подходы и организационно-экономические инструменты экологизации промышленных производств на принципах реализации наилучших доступных технологий».

## Профессиональная деятельность
В 2004 году избран депутатом Совета депутатов Войковского района города Москвы. 
С 2005 по 2010 год работал в руководстве «Национальной резервной корпорации» известного предпринимателя Александра Лебедева.
С апреля 2006 года по декабрь 2007 года занимал пост ответственного секретаря межфракционного депутатского объединения «Наша Столица» в Государственной Думе РФ 4-го созыва. 
В 2007 году стал председателем контрольно-ревизионной комиссии регионального отделения Политической партии «Справедливая Россия» в городе Москве. Позже по спискам данной партии участвовал в выборах депутатов Государственной Думы РФ (5-й созыв).
С 2012 по 2017 год являлся заместителем председателя Совета депутатов Войковского района города Москвы, председателем комиссии по развитию внутригородского муниципального образования и законотворческой деятельности. В эти же годы занимал пост президента «Московского фонда развития местного самоуправления»
В 2013 году стал председателем Совета регионального отделения Политической партии «Альянс Зеленых — Народная Партия» в городе Москве. В 2015 году в ходе партийного съезда был избран председателем Политической партии «Альянс Зеленых».
В 2014 году указом мэра Москвы Сергея Собянина был утвержден членом Общественной палаты города Москвы
В 2018 стал победителем предварительного голосования по определению единого «зеленого кандидата» на пост мэра Москвы, однако позже отказался от участия в выборах, высказавшись в пользу кандидата от КПРФ.
После ликвидации партии «Альянс зеленых» в сентябре 2019 года возглавил одноимённое движение «Альянс зеленых».
В феврале 2021 года был утвержден заместителем председателя Комитета по природопользованию и экологии Торгово-Промышленной палаты РФ
13 октября 2021 года был единогласно избран председателем Общественного совета при Минприроды РФ.
5 февраля 2024 года приказом Министра природных ресурсов и экологии РФ А.А. Козлова назначен директором Всероссийского научно-исследовательского института (ВНИИ) «Экология».

## Семья
Женат, воспитывает двоих дочерей.